# Le Marillais
Le Marillais korábbi község Franciaország Loire mente régiójában, Maine-et-Loire megyében. 2015. december 15-én tíz másik korábbi községgel egyesült és Mauges-sur-Loire új község része lett.
Lakosainak száma 1128 fő (2018. január 1.). Le Marillais Anetz, Loireauxence, Bouzillé, La Chapelle-Saint-Florent és Saint-Florent-le-Vieil községekkel határos.

## Népesség
A település népességének változása:
| Lakosok száma | 573  | 607  | 704  | 651  | 674  | 996  | 1097 | 1130 | 1156 | 1128 |
|               | 1962 | 1968 | 1982 | 1990 | 1999 | 2008 | 2011 | 2013 | 2017 | 2018 |